# Eimuntas Nekrošius
Eimuntas Nekrošius (ur. 21 listopada 1952 w Pažobris, w rejonie rosieńskim, zm. 20 listopada 2018) – litewski reżyser teatralny.

## Życiorys
Eimuntas Nekrošius ukończył w 1978 wydział reżyserii w Państwowym Instytucie Sztuki Teatralnej w Moskwie, obecnie GITIS. Po powrocie na Litwę od 1978 do 1979 pracował w Państwowym Teatrze Młodzieżowym w Wilnie. Debiutował spektaklem Smak miodu Shelagh Delaney (1977). W 1979 przeniósł się do Państwowego Teatru Dramatycznego w Kownie, gdzie pracował do 1980. W tym samym roku wrócił do Państwowego Teatru Młodzieżowego w Wilnie. Uwagę krytyków zwrócił kilka lat później głośnymi adaptacjami prozy. W latach dziewięćdziesiątych powstały jego słynne spektakle Mozart i Salieri. Don Juan. Dżuma według Aleksandra Puszkina, Trzy siostry Antona Czechowa i Hamlet Wiliama Shakespeare’a, które stanowią kanon twórczości litewskiego reżysera. Te spektakle wprowadziły go na główne sceny europejskie.
28 stycznia 1998 Nekrošius utworzył własny teatr Meno Fortas. Pierwszym spektaklem granym pod szyldem Meno Fortas był Hamlet Shakespeare’a w 1997. Była to pierwsza z wielkich inscenizacji szekspirowskich Nekrošiusa. Dwa lata później powstał Makbet, a w 2000 roku Otello. W szekspirowskich przedstawieniach ukazał nowe możliwości podejścia do tekstu, które stały się dla litewskiego teatru punktem odniesienia. Do dzisiaj reżyserzy, sięgając po utwory Shakespeare’a, podejmują dialog z inscenizacjami Nekrošiusa.
Charakterystyczną cechą jego sztuk jest kojąca muzyka w tle o powtarzalnym wzorcu w całym spektaklu, szerokie zastosowanie tańca i ruchu oraz unikalne rekwizyty na scenie, a także wykorzystanie naturalnych substancji takich jak woda, ogień, wiatr, lód i kamień. Długość pojedynczego wykonania często przekracza konwencjonalny czas oglądania, ponieważ Nekrošius faworyzuje skomplikowane i wymagające utwory na scenie, takie jak Pieśń nad pieśniami według Starego Testamentu czy Pory roku autorstwa Kristijonasa Donelaitisa.
Na Litwie jest obecnie 13 teatrów dramatycznych, na czele których stoją uznani reżyserzy. Eimuntas Nekrošius należał do ścisłej litewskiej czołówki reżyserskiej, laureat wielu nagród litewskich i międzynarodowych. Wystawił m.in. operę rockową Sigitasa Gedy i Kęstutisa Antanėlisa Miłość i śmierć w Weronie (1982, 1996) a także sztuki znanych dramaturgów jak Czingiz Ajtmatow, Anton Czechow, Nikołaj Gogol. W 1997 Nekrošius wyreżyserował Hamleta Williama Shakespeare’a, za który otrzymał najwyższe nagrody na prestiżowych europejskich festiwalach teatralnych. W 1998 Nekrošius stworzył własny teatr Meno fortas (Fort sztuki) w którym kreuje swoje innowacyjne dzieła reżyserskie. W 2001 reżyser otrzymał prestiżową międzynarodową nagrodę im. Konstantina Stanisławskiego, m.in. za oryginalne koncepcje interpretacji klasyki.
Nekrošius wystawia swoje sztuki i widowiska także poza granicami Litwy, m.in. w Rosji, we Włoszech, Izraelu, Szwajcarii, Argentynie, Stanach Zjednoczonych, Austrii. W Polsce pracował wielokrotnie, po raz pierwszy w 1986. W 1997 otrzymał Nagrodę im. Konrada Swinarskiego przyznawaną przez miesięcznik Teatr, jako jedyny do dziś zagraniczny reżyser w historii tego wyróżnienia. W 2013 w Teatrze Wielkim – Operze Narodowej wyreżyserował operę Pawła Szymańskiego Qudsja Zaher, a w 2016 w Teatrze Narodowym odbyła się premiera Dziady Adama Mickiewicza.
W 1997 otrzymał Nagrodę im. Konrada Swinarskiego za reżyserię spektaklu „Hamlet” Shakespeare’a – spektaklu wileńskiego Festiwalu LIFE, przedstawianego na Festiwalu „Kontakt” w Toruniu, a w 2016 za reżyserię "Dziadów" Adama Mickiewicza w adaptacji Rolandasa Rastkauskasa, ze scenografią Mariusa Nekrošiusa, do muzyki Pawła Szymańskiego w Teatrze Narodowym w Warszawie.

## Dzieła sceniczne
| Rok wystawienia | Tytuł sztuki/widowiska                                   | Autor dzieła                                             | Miejsce wystawienia                                                        |
| --------------- | -------------------------------------------------------- | -------------------------------------------------------- | -------------------------------------------------------------------------- |
| 1977            | Smak miodu                                               | Shelagh Delaney                                          | Teatr Młodzieżowy w Wilnie                                                 |
| 1978            | Duokiškio baladės                                        | Saulius Šaltenis                                         | Państwowy Teatr Dramatyczny w Kownie                                       |
| 1978            | Iwanow                                                   | Anton Czechow                                            | Państwowy Teatr Dramatyczny w Kownie                                       |
| 1980            | Katė už durų                                             | Grigorij Kanowicz, Saulius Šaltenis                      | Tetr Młodzieżowy w Wilnie                                                  |
| 1981            | Pirosmani, Pirosmani                                     | Wadim Korostylow, Saulius Šaltenis                       | Tetr Młodzieżowy w Wilnie                                                  |
| 1982            | Miłość i śmierć w Weronie, (rock opera)                  | Sigitas Geda, Kęstutis Antanėlis                         | Tetr Młodzieżowy w Wilnie                                                  |
| 1983            | Dzień dłuższy niż stulecie                               | Czingiz Ajtmatow                                         | Tetr Młodzieżowy w Wilnie                                                  |
| 1986            | Wujaszek Wania                                           | Anton Czechow                                            | Tetr Młodzieżowy w Wilnie                                                  |
| 1991            | Nos                                                      | Nikołaj Gogol                                            | Tetr Młodzieżowy w Wilnie                                                  |
| 1994            | Mozart i Salieri. Don Juan. Dżuma                        | Aleksander Puszkin                                       | lisfestiva LIFE                                                            |
| 1995            | Trzy siostry                                             | Anton Czechow                                            | Międzynarodowy Festiwal Teatralny LIFE                                     |
| 1996            | Miłość i śmierć w Weronie (rock opera)                   | Sigitas Geda, Kęstutis Antanėlis                         | Międzynarodowy Festiwal Teatralny LIFE                                     |
| 1997            | Hamlet                                                   | William Shakespeare                                      | Międzynarodowy Festiwal Teatralny LIFE                                     |
| 1999            | Makbet                                                   | William Shakespeare                                      | Meno Fortas, Wilno                                                         |
| 2000            | Mewa                                                     | Anton Czechow                                            | École des Mitres (warsztaty teatralne)                                     |
| 2001            | Otello                                                   | William Shakespeare                                      | Meno Fortas, Wilno                                                         |
| 2002            | Iwanow                                                   | Anton Czechow                                            | Teatr Argentyna, Rzym, Włochy                                              |
| 2002            | Makbet (opera)                                           | Giuseppe Verdi opera                                     | Opera di Firenze – Maggio Musicale Fiorentino, Florencja, Włochy           |
| 2003            | Donelaitis. Metai. Pavasario linksmybės                  | Kristijonas Donelaitis                                   | Meno Fortas, Wilno                                                         |
| 2003            | Makbet (opera)                                           | Giuseppe Verdi                                           | Teatro Massimo, Palermo, Włochy                                            |
| 2003            | Wiśniowy sad                                             | Anton Czechow                                            | Meno Fortas, Wilno; Międzynarodowa Fundacja Stanisławskiego, Moskwa, Rosja |
| 2003            | Makbet (opera)                                           | Giuseppe Verdi                                           | Teatr Bolszoj, Moskwa, Rosja                                               |
| 2004            | Pieśń nad pieśniami                                      | na podstawie Starego Testamentu                          | Meno Fortas, Wilno                                                         |
| 2005            | Dzieci Rozenthala                                        | opera Leonida Diesiatnikowa, libretto Władimira Sorokina | Teatr Bolszoj, Moskwa, Rosja                                               |
| 2006            | Faust                                                    | Johann Wolfgang von Goethe                               | Meno Fortas, Narodowy Teatr Dramatyczny                                    |
| 2007            | Walkiria                                                 | Richard Wagner                                           | Litewski Narodowy Teatr Opery i Baletu                                     |
| 2008            | Anna Karenina                                            | Lew Tołstoj                                              | Teatro Storchi, Modena, Włochy                                             |
| 2008            | Sakmė apie nematomąjį Kitežo miestą ir mergelę Fevroniją | –                                                        | Teatro Lirico di Cagliari, Włochy; Teatr Bolszoj, Moskwa, Rosja            |
| 2009            | Idiota                                                   | Fiodor Dostojewski                                       | Meno Fortas, Wilno                                                         |
| 2010            | Faust (opera Charles’a Gounoda)                          | Charles Gounod                                           | La Scala, Mediolan, Włochy                                                 |
| 2011            | Kaligula                                                 | Albert Camus                                             | Teatr Narodowy, Moskwa, Rosja                                              |
| 2011            | Otello (opera)                                           | Giuseppe Verdi                                           | Litewski Narodowy Teatr Opery i Baletu                                     |
| 2012            | Boska komedia                                            | Dante Alighieri                                          | Meno Fortas, Wilno                                                         |
| 2012            | Raj                                                      | Dante Alighieri                                          | Meno Fortas, Wilno                                                         |
| 2013            | Qudsja Zaher                                             | Paweł Szymański                                          | Teatr Wielki, Warszawa, Polska                                             |
| 2014            | Księga Jakuba                                            | na podstawie Starego Testamentu                          | Meno Fortas, Wilno                                                         |
| 2015            | Borys Godunow                                            | Aleksandr Puszkin                                        | Litewski Narodowy Teatr Dramatyczny                                        |
| 2015            | Głodomór                                                 | Franz Kafka                                              | Meno Fortas, Wilno                                                         |
| 2016            | Dziady                                                   | Adam Mickiewicz                                          | Teatr Narodowy, Warszawa, Polska                                           |
| 2018            | Ślub                                                     | Witold Gombrowicz                                        | Teatr Narodowy, Warszawa, Polska                                           |

## Odznaczenia
- Krzyż Kawalerski Orderu Zasługi Rzeczypospolitej Polskiej (Polska, 2001)[7]
- Komandor Order Zasługi (Portugalia, 2003)[8]